# Pingüí de corona blanca

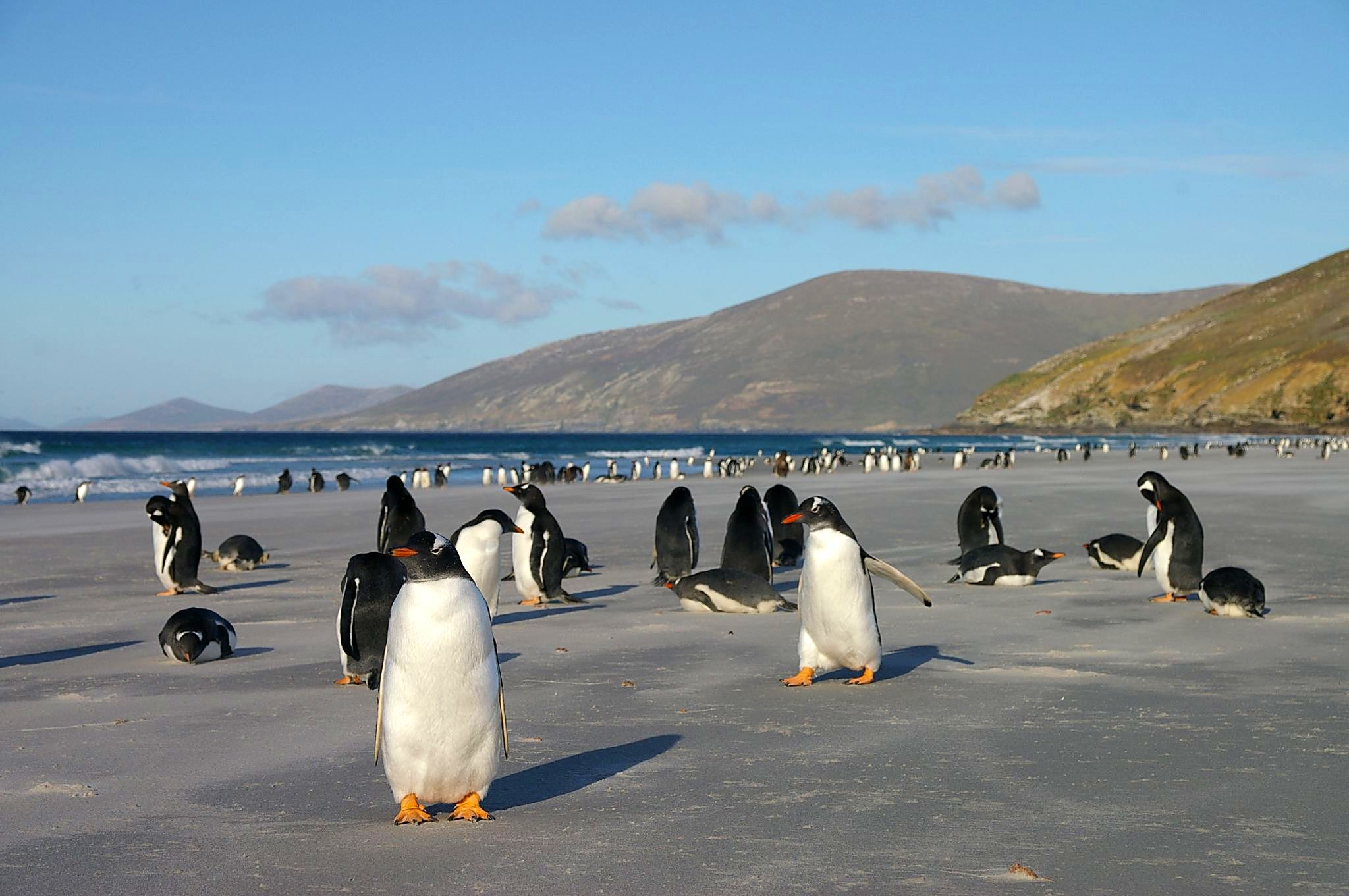
Illa Saunders Island, Malivines

El pingüí papua o pingüí de corona blanca (Pygoscelis papua), es reconeix fàcilment per una banda blanca dalt del cap. Les cries tenen esquenes grises i part davantera blanca. Els adults fan de 73 a 81 centímetres d'alçada.

## Descripció
- Els mascles adults pesen com a màxim 8,5 kg i com a mínim 4,9 kg. Les femelles adultes pesen com a màxim 8,2 kg i com a mínim 4,5 kg.[1]
- Cap, coll, gola i zones posteriors negre, amb una banda blanca per darrere del cap, des d'un ull a l'altre.
- Blanc per les zones inferiors.
- Dors de l'ala negra amb bordells blancs. Blanc per sota amb la punta negra.
- Bec roig amb el bordell superior negre. Potes taronja.
- Els immaturs són semblants, amb algunes pigues grises a la gola.

## Cria
En moltes illes subantàrtiques,les colònies principals són a les illes Malvines, Georgia del sud i Sandwich del sud i Kerguelen. També n'hi ha a la península antàrtica. En total s'estima que hi ha 300.000 parelles.
Els nius els fa en piles circulars de pedres que va recollint. Pon dos ous que junts pesen uns 500 grams i es desclouen en 34-36 dies.

## Alimentació
Crustacis, krill, els peixos només són el 15% de la seva dieta.

## Amenaces
Lleons marins, foques lleopard i orques. En terra l'ocell skua pot prendre'ls els ous.

## Enllaços externs

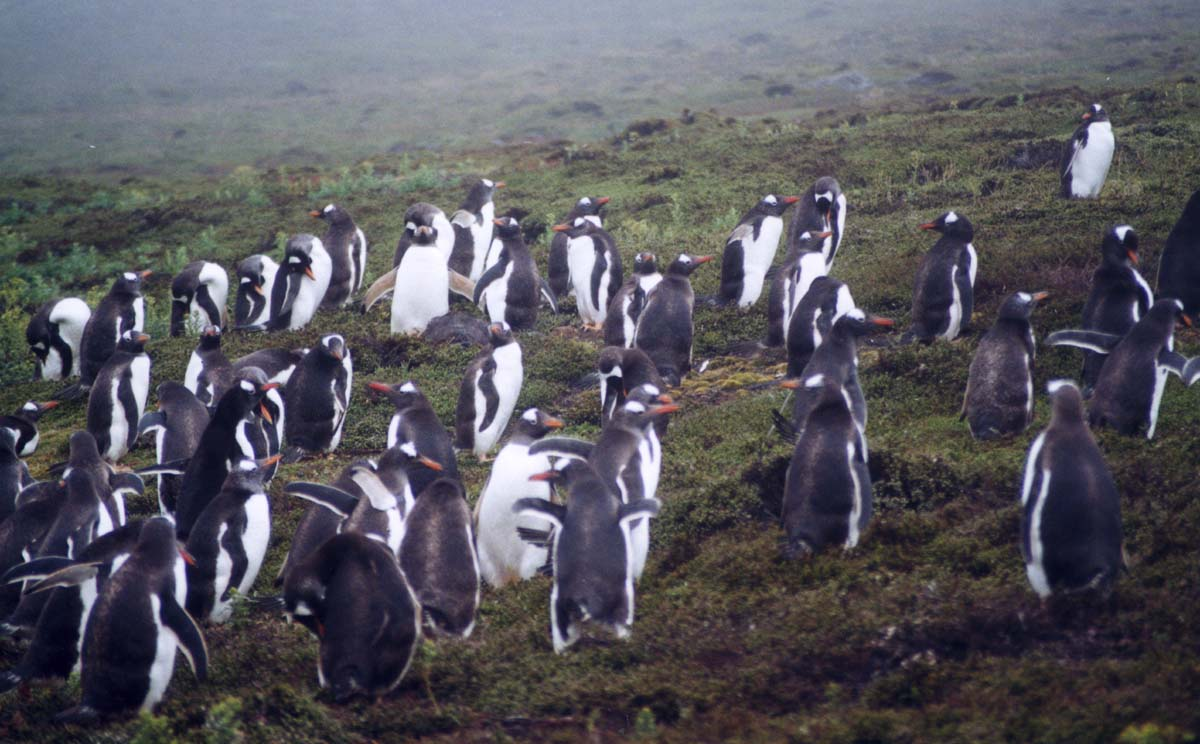
Gentoo colony on Carcass Island in the Falklands